# Моттароне
Моттароне — гора висотою 1491 м, що входить до гірської системи Альп і знаходиться між озерами Маджоре та Орта.

## Географічне положення

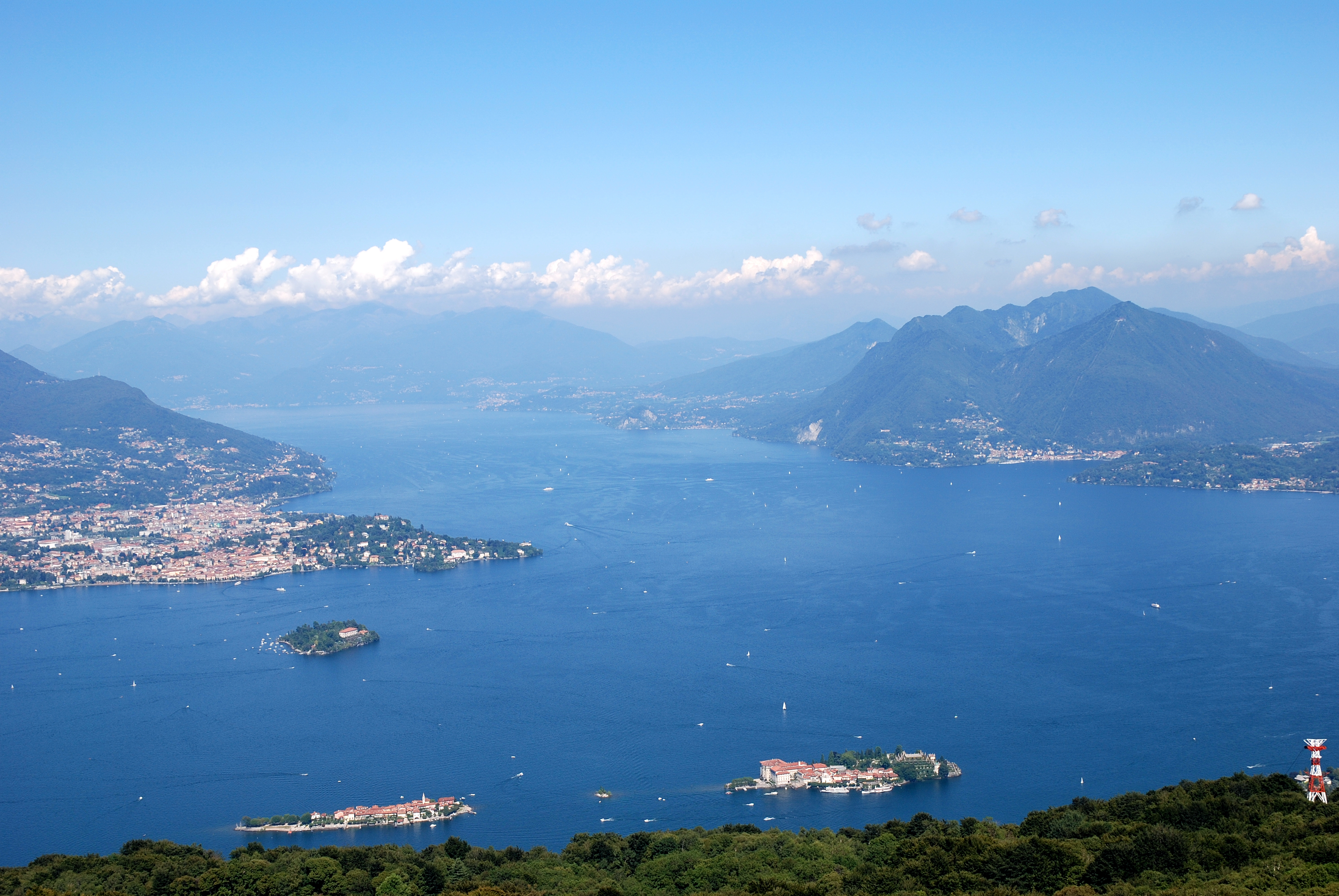
Панорама з верхівки Моттароне

Моттароне входить до масиву гір та пагорбів Mergozzolo (Мерґоццоло), що простягається від о. Маджоре до о. Орта на території провінцій Новара та Вербано-Кусіо-Оссола. Згідно з адміністративним поділом верхівка гори належить до міста Стреза, провінція Вербано-Кусіо-Оссола. З вершини Моттароне відкривається чудова панорама на 360°: від Приморських Альп до г. Монте Роза («рожева гора»), Паданська низовина, а також «сім озер» (Орта, Маджоре, Мерґоццо, Біандронно, Варезе, Монате, Комаббіо). В гарну погоду можна побачити трикутну вершину г.Монвізо. Інші назви Моттароне — «Гора двох озер», Панеттоне.

## Шляхи сполучення (як добратися)
7 вересня 1911 року відбулося відкриття зубчастої залізниці, яка вперше з'єднала Стрезу з верхівкою Моттароне. 
За годину потяг з проміжними зупинками на станціях Альпіно та Борромео прибував на Моттароне. У 1963 році зубчаста залізниця 
була замінена канатною дорогою. На сьогоднішній день на верхівку Моттароне ведуть три шляхи: 
- провінційна дорога SP41, що простягається з південного боку гори, підіймаючись з Армено;
- платна дорога (автострада) з Альпіно (район м.Джіньєзе) уздовж східного боку.
- канатна дорога (funivia) Стреза-Альпінія-Моттароне, що починається на березі о.Маджоре в Карчано (район м.Стреза).